# Світова боксерська асоціація
Світова́ боксе́рська асоціа́ція (англ. World Boxing Association, скор. WBA) — міжнародна організація професійного боксу, створена 1962 р. на основі існуючої з 1921 р. Національної боксерської асоціації (англ. National Boxing Association) (NBA). Зареєстрований офіс компанії знаходиться в Панамі. Президентом WBA від 1982 року є Джільберто Мендоза (Gilberto Mendoza).
У 1921 р. створено Національну боксерську асоціацію (NBA), як недержавну організацію, що здійснювала управління і контроль в Сполучених Штатах Америки над професійним боксом, як самостійна правова одиниця з обмеженою юрисдикцією.
Національна боксерська асоціація робила все для популяризації боксу. NBA прославили, вже легендарні, бої Демпсі — Філіппо (Dempsey — Filippo), Демпсі — Карпетье (Dempsey — Carpetier), Демпсі — Тунней (Dempsey — Tunney) та ін. Одним з найважливіших заходів на шляху популяризації професійного боксу і перетворення його в надприбутковий бізнес, безумовно, стало відкриття після перебудови 15 грудня 1925 року одним із засновників NBA заповзятливим промоутером Тексом Рикардом (Tex Rickard) Медісон-сквер-гардена (Madison Square Garden) — справжньої боксерської мекки в самому центрі Нью-Йорка.
У кінці 40-х — початку 50-х років бокс придбав нових прихильників, а на рингу з'явилися нові молоді і, поза сумнівом, талановиті бійці. До того ж, після другої світової війни важливу роль в професійному боксі стало грати телебачення. Адже завдяки відносній дешевизні трансляцій боксерських поєдинків з середини 50-х років вони стали куди регулярнішими, ніж трансляції інших спортивних змагань. Внаслідок усього цього Національна боксерська асоціація пережила черговий період розквіту. У результаті, 23 серпня 1962 року з національної організації, якою вона, по суті, вже не була, NBA переросла в міжнародну і дістала свою нинішню назву Всесвітня боксерська асоціація (World Boxing Association — WBA). Чемпіоном у важкій вазі за версією WBA 25 вересня 2021 року став Олександр Усик.
В грудні 2022 року, попри міжнародні санкції проти РФ, організація повернула до рейтингів спортсменів із РФ і Білорусі.

## Актуальні чемпіони версії WBA
| Чемпіони світу WBA — станом на 27.01.2025 |                              |                                |                          |                     |
| Вагова категорія                          | Ваговий ліміт                | Чемпіон світу                  | Держава                  | Дата здобуття пояса |
| важка (heavyweight)                       | понад 200 фунтів (90.719 кг) | Олександр Усик (Суперчемпіон)  | Україна                  | 25 вересня 2021     |
| важка (heavyweight)                       | понад 200 фунтів (90.719 кг) | Кубрат Пулев                   | Болгарія                 | 7 грудня 2024       |
| перша важка (cruiserweight)               | до 200 фунтів (90.719 кг)    | Хільберто Рамірес              | Мексика                  | 30 березня 2024     |
| напівважка (light heavyweight)            | до 175 фунтів (79,379 кг)    | Артур Бетербієв                | Росія Канада             | 12 жовтня 2024      |
| друга середня (super middleweight)        | до 168 фунтів (76,204 кг)    | Сауль Альварес (Суперчемпіон)  | Мексика                  | 19 грудня 2020      |
| середня (middleweight)                    | до 160 фунтів (72,575 кг)    | Ерісланді Лара (Суперчемпіон)  | Куба                     | 9 квітня 2022       |
| перша середня (super welterweight)        | до 154 фунтів (69,853 кг)    | Теренс Кроуфорд                | США                      | 3 серпня 2024       |
| напівсередня (welterweight)               | до 147 фунтів (66,678 кг)    | Еймантас Станіоніс             | Литва                    | 16 квітня 2022      |
| перша напівсередня (super lightweight)    | до 140 фунтів (63,503 кг)    | Хосе Валенсуела                | США Мексика              | 3 серпня 2024       |
| легка (lightweight)                       | до 135 фунтів (61,235 кг)    | Джервонта Девіс (Суперчемпіон) | США                      | 5 червня 2023       |
| друга напівлегка (super featherweight)    | до 130 фунтів (58,967 кг)    | Ламонт Роуч                    | США                      | 25 листопада 2023   |
| напівлегка (featherweight)                | до 126 фунтів (57,153 кг)    | Нік Болл (Суперчемпіон)        | Велика Британія          | 1 червня 2024       |
| друга легша (super bantamweight)          | до 122 фунтів (55,338 кг)    | Іноуе Наоя (Суперчемпіон)      | Японія                   | 26 грудня 2023      |
| легша (bantamweight)                      | до 118 фунтів (53,524 кг)    | Сея Цуцумі (Суперчемпіон)      | Японія                   | 13 жовтня 2024      |
| друга найлегша (super flyweight)          | до 115 фунтів (52,163 кг)    | Фернандо Мартінес              | Аргентина                | 7 липня 2024        |
| найлегша (flyweight)                      | до 112 фунтів (50,802 кг)    | Сейґо Юрі Акуї                 | Японія                   | 23 січня 2024       |
| перша найлегша (light flyweight)          | до 108 фунтів (48,988 кг)    | Ерік Роса                      | Домініканська Республіка | 19 грудня 2024      |
| мінімальна (minimumweight)                | до 105 фунтів (47,627 кг)    | Оскар Коллазо (Суперчемпіон)   | Пуерто-Рико              | 16 листопада 2024   |